# Купчинская, Мария Васильевна
Мария Васильевна Купчинская (11.11.1919 — не ранее 1989) — доярка колхоза «Маяк» Единецкого района Молдавской ССР, Герой Социалистического Труда (08.04.1971).
Родилась 11 ноября 1919 года в селе Ружница, ныне Единецкий район Молдавии.
После окончания начальной школы работала в крестьянском хозяйстве родителей.
В 1948 году вступила в созданный в её селе колхоз «Маяк» («Фарул») и до 1955 года возглавляла звено в полеводческой бригаде.
С 1955 года — доярка. Умело применяя раздой коров после отёла и нормированное кормление, добилась повышения продуктивности животных своей группы, вплотную приблизившись к 5-тысячному рубежу.
С 1975 года на пенсии.
Герой Социалистического Труда (08.04.1971). Награждена орденами Трудового Красного Знамени и «Знак Почёта».
Автор брошюры:
- Цель — 5000 килограммов молока [Текст] / М. В. Купчинская, доярка колхоза «Маяк» Единецкого р-на, Герой Соц. Труда. — Кишинев : Картя молдовеняскэ, 1971. — 12 с.; 20 см.
- Купчинская М. В. Обьективул: 5000 килограме де лапте : [ Дин експериенца де лукру а М. В. Купчинская , Ероу ал Мунчий Сочиалисте, мулгэтоаре ын к — зул " Маяк ", р — нул Единец ] . — Кишинэу : Картя Молдовеняскэ , 1971. — 12 п .; 20 чм .